# Handley Page Type O
Le Handley Page Type O est un bombardier britannique de la Première Guerre mondiale. À cette époque, il était l'un des plus grands avions au monde et le plus grand avion construit jusqu'alors en Grande-Bretagne.
Il fut construit en deux variantes principales, le Handley Page O/100 (ou H.P.11) et le Handley Page O/400 (ou H.P.12).

## Historique
Lorsque la Grande-Bretagne entre en guerre en août 1914, les dirigeables militaires allemands constituent une réelle menace. L'Angleterre ne dispose alors pas de capacités de bombardement équivalentes, ce qui décide l'amirauté en décembre 1914 à établir un cahier des charges pour un bombardier de reconnaissance à long rayon d'action.
Handley Page propose le développement d'un biplan géant de 30 m d'envergure, le modèle O/100. Le premier prototype vole le 7 décembre 1915. Il a un cockpit vitré et un armement puissant. L'avion est par contre un peu sous motorisé, ce qui fait qu'on retire le vitrage du cockpit. Le deuxième prototype vole en avril 1916 et constitue la base du modèle O/100. Il est engagé la première fois durant la nuit du 15 au 16 mars 1917 pour bombarder un nœud ferroviaire. Au total 46 appareils du type O/100 seront construits.
Les succès qu'il remporte conduisent au développement du type O/400. Les réservoirs de carburant sont déplacés à l'intérieur du fuselage et des moteurs plus puissants sont employés. Le type O/400 peut transporter une bombe récemment développée de 748 kg. Les premiers appareils sont engagés sur le front de l'ouest en 1918. Un O/400 est cédé à l'armée de l'air australienne pour être utilisé sur le front oriental. Presque 800 O/400 seront construits au total, dont 107 sous licence aux États-Unis par Standard Aircraft Corporation.

### Après-guerre
Après guerre, les O/400 ont continué à être utilisés par l'aviation britannique jusqu'à leur remplacement par des Vickers Vimy vers la fin 1919. Certains ont été convertis pour un usage civil et neuf ont été utilisés par Handley Page Transport (en) (puis par Imperial Airways à partir de 1924). Huit ont été équipés pour transporter les négociateurs britanniques du Traité de Versailles. Deux étaient argentés et destinés aux VIP, le Great Britain et le Silver Star, les autres restant vert foncé, avec huit sièges passagers.
Six avions ont été fabriqués pour la République de Chine sous le nom d'O/7, principalement pour être utilisés pour les transports. Les O/7 ont été livrés en Chine et réassemblés à Nanyuan près de Pékin. Ils ont fait leur premier vol sur la ligne Pékin-Tianjin le 7 mai 1920, en transportant du courier et des passagers. Ce service a été interrompu par l'éclatement de la guerre civile, les avions étant récupérés par divers seigneurs de la guerre.